# Axis of Advance
Axis of Advance war eine kanadische Thrash-, Black- und Death-Metal- sowie Grindcore-Band aus Edmonton, die 1998 gegründet wurde und sich 2008 auflöste.

## Geschichte
Nach dem Zerfall von Sacramentary Abolishment im Jahr 1998, entschieden sich zwei der Mitglieder, Wörr (E-Gitarre, Gesang) und Chris „Vermin“ Ross (E-Bass, Gesang), Axis of Advance zu gründen. Axis of Advance sollte ursprünglich der Titel des dritten Sacramentary-Abolishment-Albums sein. Ergänzt wurde die Besetzung durch den Schlagzeuger James Read. 1999 wurde die EP Landline aufgenommen und im selben Jahr über Catharsis Records veröffentlicht. Um den Tonträger zu bewerben, wurde eine kleine Anzahl an Konzerten abgehalten. Ein Konzert in Edmonton im selben Jahr durfte nicht stattfinden, da die Band angeblich Nazi-Tendenzen hätte und Nazisymbole verwende. Im folgenden Jahr schlossen sich weitere Konzerte an, während ein Plattenvertrag bei dem spanischen Label Death to Mankind Records unterzeichnet wurde. Gegen Ende des Jahres wurde daraufhin das Debütalbum Strike aufgenommen. Nach mehreren Verzögerungen erschien das Album im November 2001. In der Zwischenzeit war Axis of Advance von Sharund von der dänischen Band Demon Realm angesprochen worden, an der Split-Veröffentlichung  Awaiting the Glorious Damnation of Mankind teilzunehmen, auf der insgesamt vier Bands zu hören sind. Axis of Advance steuerte hierfür das Lied Tactics Forth bei, das im eigenen Proberaum mit einem Freund aufgenommen worden war. Der Tonträger wurde im selben Jahr veröffentlicht. Durch das Debütalbum wurde Osmose Productions auf die Gruppe aufmerksam und nahm sie Anfang 2002 für die Veröffentlichung von zwei Alben unter Vertrag. Im Sommer desselben Jahres begab sie sich erneut ins Studio, um das zweite Album The List aufzunehmen, das im Oktober erschien. Dem Erscheinen ging eine Pressemitteilung voraus, in der die Band abstritt, in Verbindung mit der White Supremacy Bewegung zu stehen. Der Veröffentlichung schlossen sich verschiedene Auftritte an, unter anderem auch eine kleine Tournee durch die Heimatprovinz der Band. 2003 ging Reads Band Revenge mit Deicide, Amon Amarth, Behemoth und Vehemence auf US-Tour. Hierbei half Ross an der E-Gitarre aus. Während dieser sechswöchigen Tour schrieben sie zudem weiter an Songs für Axis of Advance und sie arbeiteten an weiteren Plänen für das nächste Jahr. Im Januar 2004 wurden mit Konzerten in Deutschland, Slowenien, den Niederlanden und Belgien erstmals Auftritte in Europa absolviert. Nach dieser zweiwöchigen Phase begab sich die Band in das Berno Studio im schwedischen Malmö, um dort das nächste Album namens Obey aufzunehmen. Als Produzent war Henrik Larsson tätig. Ende Januar begab sich die Band zurück nach Kanada, ehe das Album im September erschien. 2005 wurden Auftritte im westlichen Teil Kanadas abgehalten. Währenddessen wurden weiter neue Lieder geschrieben. Die hierbei entstandenen vier Songs wurden im Spätesommer in den VHS Studios aufgenommen, wobei auch das bereits bekannte Lied Tactics Forth neu aufgenommen wurde. Die Lieder erschienen als EP im Januar 2006 bei Osmose Productions. Im Oktober 2008 löste sich die Band auf.

## Stil
Laut Joe McIver in seinem Buch Extreme Metal II spielt die Band „Militant War Metal“, indem sie Death- und Black-Metal kombiniere. Das Album Obey handele thematisch von Völkermord. Gunnar Sauermann vom Metal Hammer fiel es in seiner Rezension zu The List schwer, die Band zu kategorisieren und bezeichnete die Musik als eine Mischung aus Thrash-, Death- und Black-Metal sowie Grindcore. Die Lieder klängen lärmend und „räudig mit Röcheln und Röhren als Gesangsersatz, surrenden Hornissengitarren sowie einem polterndem Schlagzeug“. Inhaltlich befasse sich die Band thematisch mit dem Thema Krieg. Die Musik klinge monoton und verharre „im punkigen Krach“. In einer späteren Rezension schrieb Sauermann über Obey, dass es hierauf „beim extremen Rumpel-Sound, wirrem Klangbrei und meist zweistimmigen Rülps- oder Kreischgesängen“ bleibe. Die Musik sei monoton, unmelodisch und klinge unsauber.

## Diskografie
- 1999: Landline (EP, Catharsis Records)
- 2001: Awaiting the Glorious Damnation of Mankind (Split mit Demon Realm, Garwall und F.R.O.S.T. Demonion Productions)
- 2001: Strike (Album, Death to Mankind Records)
- 2002: The List (Album, Osmose Productions)
- 2004: Obey (Album, Osmose Productions)
- 2006: Purify (EP, Osmose Productions)